# François Xavier d'Entrecolles
François Xavier d'Entrecolles (Lyon, 25 februari 1664 - 1741) of op zijn Chinees Yin Hongxu, was een Frans Jezuïet en missionaris.
Pater d'Entrecolles trad toe tot de Jezuïetenorde in 1682 en sloot zich in 1698 aan bij de missie van de jezuïeten in China. Zijn eerste missiegebied was in de provincie Jiangxi. Veel van zijn pariochianen werkten in Jingdezhen, waar porselein werd geproduceerd. 
De lange brieven aan zijn superieur, gedateerd 1 september 1712 en 25 januari 1722, behandelen de meeste aspecten van het dagelijkse leven, de stad, de geschiedenis en het fabricageproces van porselein. Zijn kennis van het Chinees en de gewoontes verschaften hem toegang tot de ovens. In de stad stonden wel 3.000 ovens en overal was rook te zien. In de manufactuur was iedereen gespecialiseerd: het was bijna "lopende band". Ieder stuk porselein ging door wel 70 paar handen. 